# Wereldkampioenschappen zwemmen 2011 – 1500 meter vrije slag mannen
De 1500 meter vrije slag mannen op de wereldkampioenschappen zwemmen 2011 vond plaats op 30 juli, series, en 31 juli 2011, finale. Omdat het zwembad waarin de wedstrijd gehouden werd 50 meter lang is, bestond de race uit dertig baantjes. Na afloop van de series kwalificeerden de zestien snelste zwemmers zich voor de halve finales, de snelste acht uit de halve finales gingen door naar de finale. Regerend wereldkampioen was Oussama Mellouli uit Tunesië.

## Podium
| Goud     | Goud | Zilver        | Zilver | Brons     | Brons |
| -------- | ---- | ------------- | ------ | --------- | ----- |
| Sun Yang | CHN  | Ryan Cochrane | CAN    | Gergő Kis | HUN   |

## Records
Voorafgaand aan het toernooi waren dit het wereldrecord en het kampioenschapsrecord
| Wereldrecord en Kampioenschapsrecord | Grant Hackett | 14.34,56 | Fukuoka | 29 juli 2001 |

## Uitslagen

### Series
| Rang | Serie | Baan | Naam                      | Land                | Tijd     | Bijz. |
| ---- | ----- | ---- | ------------------------- | ------------------- | -------- | ----- |
| 1    | 4     | 4    | Sun Yang                  | China               | 14.48,13 | Q     |
| 2    | 2     | 3    | Gergő Kis                 | Hongarije           | 14.52,72 | Q     |
| 3    | 2     | 6    | Peter Vanderkaay          | Verenigde Staten    | 14.54,99 | Q     |
| 4    | 2     | 4    | Chad La Tourette          | Verenigde Staten    | 14.55,59 | Q     |
| 5    | 3     | 4    | Ryan Cochrane             | Canada              | 14.55,86 | Q     |
| 6    | 2     | 5    | Pál Joensen               | Faeröer             | 14.56,66 | Q     |
| 7    | 4     | 3    | Yosuke Miyamoto           | Japan               | 14.57,12 | Q     |
| 8    | 3     | 5    | Samuel Pizzetti           | Italië              | 14.58,30 | Q     |
| 9    | 3     | 3    | Mateusz Sawrymowicz       | Polen               | 15.02,56 |       |
| 10   | 3     | 2    | Job Kienhuis              | Nederland           | 15.05,27 |       |
| 11   | 4     | 5    | Sébastien Rouault         | Frankrijk           | 15.05,88 |       |
| 12   | 3     | 7    | Dai Jun                   | China               | 15.09,15 |       |
| 13   | 3     | 1    | Mads Glæsner              | Denemarken          | 15.12,52 |       |
| 14   | 4     | 7    | Daniel Fogg               | Verenigd Koninkrijk | 15.13,39 |       |
| 15   | 4     | 6    | Oussama Mellouli          | Tunesië             | 15.13,56 |       |
| 16   | 2     | 2    | Sergij Frolov             | Oekraïne            | 15.14,38 |       |
| 17   | 3     | 6    | Heerden Herman            | Zuid-Afrika         | 15.21,92 |       |
| 17   | 4     | 8    | Juan Martin Pereyra       | Argentinië          | 15.21,92 |       |
| 19   | 4     | 2    | Gregorio Paltrinieri      | Italië              | 15.22,03 |       |
| 20   | 4     | 1    | Gergely Gyurta            | Hongarije           | 15.22,50 |       |
| 21   | 2     | 7    | Christian Kubusch         | Duitsland           | 15.27,68 |       |
| 22   | 1     | 4    | Uladzimir Zhyharau        | Wit-Rusland         | 15.36,23 |       |
| 23   | 3     | 8    | Ventsislav Aydarski       | Bulgarije           | 15.46,33 |       |
| 24   | 2     | 1    | Jarrod Killey             | Australië           | 15.51,66 |       |
| 25   | 1     | 6    | Esteban Enderica          | Ecuador             | 15.56,30 |       |
| 26   | 1     | 5    | Iacovos Hadjiconstantinou | Cyprus              | 17.02,94 |       |
| 27   | 1     | 3    | Omar Nunez                | Nicaragua           | 17.41,77 |       |

### Finale
| Rang   | Naam             | Land             | Tijd     | Baan | Bijz. |
| ------ | ---------------- | ---------------- | -------- | ---- | ----- |
| Goud   | Sun Yang         | China            | 14.34,14 | 4    | WR    |
| Zilver | Ryan Cochrane    | Canada           | 14.44,46 | 2    |       |
| Brons  | Gergő Kis        | Hongarije        | 14.45,66 | 5    |       |
| 4      | Pál Joensen      | Faeröer          | 14.46,33 | 7    |       |
| 5      | Chad La Tourette | Verenigde Staten | 14.52,36 | 6    |       |
| 6      | Peter Vanderkaay | Verenigde Staten | 15.00,47 | 3    |       |
| 7      | Samuel Pizzetti  | Italië           | 15.15,81 | 8    |       |
| 8      | Yosuke Miyamoto  | Japan            | 15.20,67 | 1    |       |